# Tibor Fischer
Tibor Fischer (Stockport, 1959. november 15. –) magyar származású angol író, akinek első regénye, az 1992-ben megjelent A béka segge alatt Betty Trask-díjat kapott, valamit felkerült a Man Booker-díj rövid listájára. Műveit 25 nyelvre fordították le.

## Élete és pályafutása
Szülei magyar kosárlabdázók voltak, 1956-ban hagyták el az országot és telepedtek le Angliában. Fischer Londonban nőtt fel, majd a Cambridge-i Egyetem latin és francia szakán tanult.
1988 és 1990 között a The Daily Telegraph magyarországi tudósítójaként dolgozott, 1993-ban a Granta irodalmi folyóirat a húsz legjobb fiatal angol író közé választotta, számos díjat nyert novelláival, mielőtt 1992-ben megjelent A béka segge alatt című első regénye, melyet édesapja története ihletett. A regényt ötvenhatszor utasították vissza, mielőtt végül kiadót talált neki.
Fekete humoráról vált ismertté, az Agyafúrt agyag című regényének mesélője például egy 5000 éves sumer edény.
Tagja a Királyi Irodalmi Társaságnak, a Canterbury Christ Church University kreatív írás kurzusának programigazgatója.

## Művei
- A béka segge alatt (Under the Frog, 1992) Online hozzáférés
- A gógyigaleri (The Thought Gang, 1994)
- Agyafúrt agyag (The Collector Collector, 1997)
- Aki hülye, ne olvassa (Don't Read This Book If You're Stupid, 2000)
- Utazás a négy fal között (Voyage to the End of the Room, 2003)
- Megváltás Miamiben (Good to be God, 2008)
- Crushed Mexican Spiders (2011)
- A magyar tigris (The Hungarian Tiger, 2014)
- Így urald a világot (How to Rule the World, 2018)

## Magyarul
- A béka segge alatt; ford. Bart István; Európa, Bp., 1994 Online hozzáférés
- A gógyigaleri; ford. Széky János; Helikon, Bp., 1996
- Aki hülye, ne olvassa!; ford. Lóránd Zsófia, Hamvai Kornél, előszó Békés Pál; Gondolat, Bp., 2005 (Gondolat világirodalmi sorozat)
- Agyafúrt agyag; ford. Bozai Ágota; Magyar Könyvklub, Bp., 2005
- Megváltás Miamiban; ford. Vajda Tünde; Helikon, Bp., 2011
- A magyar tigris; ford. Farkas Ákos; Helikon, Bp., 2014
- Így urald a világot; ford. Farkas Ákos; MCC Press, Bp., 2022
- Utazás a négy fal között; ford. Farkas Ákos; MCC Press, Bp., 2023

## Díjai és elismerései
- Betty Trask-díj (1992)
- Man Booker-díj rövid lista (1992)